# Douglas (islas Malvinas)
Douglas (en inglés: Douglas Settlement) es un asentamiento en la costa de la bahía de la Maravilla (Salvador Water), Isla Soledad, en las Islas Malvinas. También se lo denomina Estación Douglas (Douglas Station). El asentamiento posee varias casas y galpones y la principal actividad se relaciona con la ganadería ovina. Además, recibe vuelos de la Falkland Islands Government Air Service y una carretera la comunica con Caleta Trullo y Puerto Argentino/Stanley.